# Zaid El Morabiti
 (mai 2020).
Zaid El Morabiti, né le 4 juillet 1984 à Amsterdam, est un joueur international néerlandais de futsal devenu entraîneur.

## Biographie
Zaid El Morabiti naît à Amsterdam de parents marocains. Il grandit dans le quartier Nigel de Jongplein à Geuzenveld. Il est le deuxième joueur le plus capé des Pays-Bas après Jamal El Ghannouti. Il participe en total à deux éditions de l'Euro, notamment celle de 2005 et de 2014.
En 2018, il prend sa retraite internationale. Ayant mis un terme à sa carrière de footballeur en 2019, il s'engage directement en tant qu'entraîneur du club ASV Lebo. Zaid El Morabiti se fixe l'objectif de gagner assez de titre avec le club.
Il reçoit sa première sélection le 11 janvier 2005 contre la Belgique (match nul, 1-1).

## Vie privée
Zaid El Morabiti se considère musulman très pratiquant.